# Trojan Roots Box Set
A Trojan Roots Box Set egy három lemezes roots reggae válogatás.  1999-ben adta ki a Trojan Records kiadó.

## Számok

### CD 1
1. The Heptones - Cool Rasta
2. The Sons Of Selassie - I A Man African
3. The Viceroys - Rise In The Strength Jah
4. Ras Michael & The Sons Of Negus - Rise Jah Jah Children
5. New Town Sound Ltd. - I And I The Chosen One
6. The Shadows - Brother Noah
7. The Mighty Diamonds - Jah Jah Bless The Dreadlocks
8. Sugar Minott - Africa Is The Black Man's Home
9. Johnny Clarke - None Shall Escape The Judgement
10. Carlton Jackson - History
11. Johnny Osbourne - Purify Your Heart
12. Cornell Campbell - Jah Jah Me Born Yah
13. Heaven Sisters - Rasta Dreadlocks
14. Sylford Walker - Burn Babylon
15. Horace Andy - Psalm 68
16. The Silvertones - Rejoice Jah Jah Children
17. Big Youth - Dread Is Best

### CD 2
1. Prince Far I - Under Heavy Manners
2. Peter Tosh - Arise Black Man
3. The Abyssinians - Yim Mas Gan
4. The Heptones - Babylon Falling
5. The Ethiopians - Hail Rasta Brother Hail
6. Johnny Clarke - Enter Into His Gates With Praise
7. Jay Boys - African People
8. Lee Perry - City Too Hot
9. Dennis Brown - Africa
10. George Boswell - Jah Fire
11. Big Youth - Dread In Babylon
12. The Mighty Diamonds - Talk About It
13. Sugar Minott - Free Jah Jah Children
14. Neville Grant - Blackmans Time
15. Ashanti Waugh - Babylon Wrong
16. Ras Michael & The Sons Of Negus - Keep Cool Babylon

### CD 3
1. The Velvet Shadows - Babylon A Fall Down
2. Sugar Minott - Never Gonna Give Up Jah
3. Johnny Osbourne - Nyah Man
4. Ras Michael & The Sons Of Negus - Unity
5. Johnny Clarke - Moving On To Zion
6. The Silvertones - African Dub
7. Max Romeo - The Coming Of Jah
8. Mr Bojangles - Ten Dread Commandments
9. The Ethiopians - Condition Bad A Yard
10. Truth Fact & Correct - Babylon Deh Pon Fire
11. The Mighty Diamonds - Ghetto Living
12. Delroy Wilson - Adisabab
13. Sangie Davis & Lee Perry - Words
14. Lizzard - Milk And Honey
15. Cornell Campbell - The Judgement Come
16. The Heptones - Mistry Babylon
17. Linval Thompson - I Love Marijuana

## Külső hivatkozások
- https://web.archive.org/web/20070913073149/http://www.roots-archives.com/release/3759/
- http://www.savagejaw.co.uk/trojan/trbcd008.htm Archiválva 2007. december 11-i dátummal a Wayback Machine-ben